# Michael Tait
Michael DeWayne Tait, född 18 maj 1966 i Washington D.C., är en amerikansk kristen musiker som förmodligen är mest känd som en medlemmarna i det prisbelönta bandet dc Talk. Han är också grundare och frontfigur för bandet Tait. Han är mest känd för sina sånginsatser men han är även en självlärd gitarrist. Sångerskan Lynda Tait Randle är Michael Taits syster.

## Band och projekt

### dc Talk
Michael Taits karriär tog sin början medan han studerade vid Liberty University i Lynchburg, Virginia i slutet av 1980-talet. Han träffade där Toby McKeehan och Kevin Max och tillsammans bildade de den kristna hiphop-/pop-/rockgruppen dc Talk. Tillsammans släppte de fem album, men år 2000 beslutade de sig för att ta en paus från dc Talk för att testa sin lycka med olika solokarriärer. Trots att bandet officiellt är upplöst så har bandet återförenats korta stunder för att genomföra vissa projekt. Michael Tait och Toby McKeehan skrev bland annat boken "Under God" 2004 som handlar om Amerikas kamp mot rasism. dc Talk förenades också för att göra en remix på tobyMacs låt "Atmosphere".

### Tait Band
Efter att dc Talk hade tillkännagett sitt slut så började Michael Tait att arbeta mer med sitt eget band Tait (eller Tait Band). Bandets namn kommer inte från Michael själv utan från hans far Nathel Tait, som enligt Michael hade varit en oerhört viktig del i hans liv och Michael ville göra något i hans minne, och därav namnet. Bandet består förutom av Michael även av Justin York, Lonnie Chapin och Chad Chapin. Bandet har sen sitt bildande släppte tre album.

### Newsboys
Mellan 2009 och 2025 var Michael Tait med i det Australienska bandet Newsboys.
Tait lämnade Newboys 2025. Han anklagades för att ha använt droger och för sexuella övergrepp mot tre olika män.  I ett uttalande bekräftade Tait att anklagelserna stämde.  Kort därefter anklagade en kvinna Tait för att ha drogat henne och tittat på när bandets ljustekniker Matthew Brewer våldtog henne 2014 och att händelsen tystasts ner av bandets turnéledare Steve Campbell.

## Diskografi

### Med dc Talk
Studioalbum
- DC Talk (1989)
- Nu Thang (1990)
- Free at Last (1992)
- Jesus Freak (1995)
- Supernatural (1998)

Livealbum
- Welcome to the Freak Show (1997)

EPs
- Free At Last Extended Play Remixes (1994)
- Jesus Freak (maxi-singel) (1995)
- Welcome to the Freak Show – Bonus Disc (1997)
- Solo (2001)

Singlar (nummer 1 på "CCM peak chart positions")
- "Jesus Is Just Alright" (1992)
- "Socially Acceptable" (1993)
- "Lean on Me" (1993)
- "The Hardway" (1994)
- "Jesus Freak" (1995)
- "Mind's Eye" (1995)
- "Like It, Love It, Need It" (1996)
- "Just Between You And Me" (1996)
- "In the Light" (1996)
- "What If I Stumble?" (1996)
- "Colored People" (1997)
- "What Have We Become?" (1997)
- "My Will" (1998)
- "Into Jesus" (1998)
- "My Friend (So Long)" (1998)
- "Consume Me" (1999)
- "Wanna Be Loved" (1999)
- "Godsend" (1999)
- "Say The Words (Now)" (2000)

Samlingsalbum
- Intermission: the Greatest Hits (2000)
- 8 Great Hits (2003)
- The Early Years (2006)
- Top 5 Hits (2006)
- Double Take (Jesus Freak/Supernatural) (2007)
- Greatest Hits (2007)
- Two For One: Free At Last / Supernatural (2008)
- Greatest Hits (2008)
- The Ultimate Collection (2009)
- 10 Great Songs (2012)

Annat
- Free at Last - The Music (10th Anniversary) (2002)
- Jesus Freak: 10th Anniversary Special Edition (2006)

### Med Tait
Studioalbum
- Empty (2001)
- Lose This Life (2003)

## Videografi

### Med dc Talk
- "Heavenbound" (1989)
- "I Love Rap Music" (1990)
- "Walls" (1990)
- "Nu Thang" (1991)
- "Jesus Is Just Alright" (1992)
- "The Hardway" (1992
- "Jesus Freak" (1995)
- "Between You And Me" (1996)
- "Colored People" (1996)
- "Day By Day" (1998)
- "My Friend (So Long)" (1998)
- "Consume Me" (1999)

### Med Tait
- "Empty" (2001)
- "Lose This Life" (2003)